# آلبرت ناوارو
آلبرت ناوارو (انگلیسی: Albert Navarro؛ زادهٔ ۲۴ مهٔ ۲۰۰۷) بازیکن فوتبال اهل اسپانیا است که در حال حاضر برای زیر ۲۳ سال آتالانتا در پست مدافع بازی می‌کند.

## دوران ملی
وی همچنین در تیم‌های ملی فوتبال زیر ۱۵ سال، زیر ۱۶ سال و زیر ۱۷ سال و زیر ۱۸ سال اسپانیا بازی کرده است.